# 24e cérémonie des David di Donatello
La 24e cérémonie des David di Donatello s'est déroulée le 20 octobre 1979 au Teatro dell'Opera di Roma. 

## Palmarès
- Meilleur film :
  - Le Christ s'est arrêté à Eboli ex æquo avec
  - Oublier Venise ex æquo avec
  - L'Arbre aux sabots
- Meilleur film étranger :
  - L'Arbre du désir
- Meilleur acteur :
  - Vittorio Gassman pour Cher papa
- Meilleur acteur étranger :
  - Richard Gere pour Les Moissons du ciel ex æquo avec
  - Michel Serrault pour La Cage aux folles
- Meilleure actrice :
  - Monica Vitti pour Amori miei
- Meilleure actrice étrangère :
  - Ingrid Bergman pour Sonate d'automne ex æquo avec
  - Liv Ullmann pour Sonate d'automne
- Meilleur réalisateur :
  - Francesco Rosi pour Le Christ s'est arrêté à Eboli
- Meilleur réalisateur étranger :
  - Miloš Forman pour Hair
- Meilleur scénariste étranger :
  - Terrence Malick pour Les Moissons du ciel
- Meilleure bande originale étrangère :
  - Galt MacDermot pour Hair

- David Luchino Visconti
  - Rainer Werner Fassbinder

- David Europeo
  - Franco Zeffirelli

- David di Donatello pour la carrière :
  - Amedeo Nazzari

- David Spécial :
  - Daniele Costantini pour Una settimana come un'altra
  - Stefano Madia pour Cher papa
  - Romy Schneider pour Une histoire simple
  - Claudia Weill pour Girlfriends